# Воля-Кучковска (платформа)
Воля-Кучковска (пол. Wola Kuczkowska) — остановочный пункт в деревне Воля-Кучковска в гмине Сецемин, в Свентокшиском воеводстве Польши. Имеет 1 платформу и 1 путь.
Остановочный пункт на линии Козлув — Конецполь, построен в 1971 году.